# Lisa Smirnova
Pour les articles homonymes, voir Smirnova.
 (mai 2020).
Si vous disposez d'ouvrages ou d'articles de référence ou si vous connaissez des sites web de qualité traitant du thème abordé ici, merci de compléter l'article en donnant les références utiles à sa vérifiabilité et en les liant à la section « Notes et références ».
Lisa Smirnova, née le 6 août 1972 à Moscou (Russie) est une pianiste autrichienne d’origine russe.

## Biographie
Smirnova prend ses premiers cours de piano auprès d‘Anna Pawlowna Kantor à l’académie russe de musique Gnessine avant d’être reçue en 1990 dans la classe de Lev Naoumov au conservatoire Tchaïkovsky de Moscou. En 1991, elle poursuit ses études au Mozarteum à Salzbourg auprès de Karl-Heinz Kämmerling, qu’elle termine en 1998 avec son diplôme de concert avec distinction. Parallèlement, elle approfondit sa formation avec Maria Curcio et Robert Levin à Londres.
Sa carrière internationale commence avec ses débuts au Carnegie Hall en 1992. Depuis, elle se produit en Europe, en Asie et en Amérique du Nord et du Sud. On a pu l’entendre entre autres au Suntory Hall à Tokyo, au Wigmore Hall à Londres, au Musikverein de Vienne, au Konzerthaus de Vienne, au Concertgebouw à Amsterdam ou à la Sala Verdi à Milan. Elle est régulièrement invitée dans des festivals de musique renommés comme le festival de Lucerne, le festival de Salzbourg, la semaine Mozart à Salzbourg, le festival de musique du Schleswig-Holstein ou le festival Styriarte à Graz. Des enregistrements pour la radio ont été réalisés avec l‘ORF, la BR, la NDR, la SDR, la WDR et aussi avec la BBC, la NPR et Radio France. Ses enregistrements ont reçu de nombreux prix.
Smirnova a joué avec des chefs d’orchestre reconnus comme Ivor Bolton, Andrey Boreyko, Manfred Honeck, Carlos Kalmar, Lev Markiz, Andres Mustonen ou John Storgårds et avec des orchestres comme le Staatskapelle Weimar, l’orchestre de chambre allemand de Neuss, la Philharmonie de Iéna, le Staatsorchester de Halle, l’orchestre de chambre géorgien d‘Ingolstadt, la philharmonie du Württemberg, les Chamber Soloists de Salzbourg, l’orchestre du Mozarteum de Salzbourg, le Tonkünstler-Orchester de Basse-Autriche, l’orchestre de chambre de Vienne, l‘académie Beethoven d‘Antwerpen, le Tallinn Sinfonietta, l’orchestre symphonique de Kuopio, l’orchestre symphonique de Lahti, le Sinfonia Varsovia, l’orchestre philharmonique de Zagreb, le Symphony Orchestra RTV Slovenia, le Philharmonique de Belgrade, la Philharmonie W. Lutoslawski de Wroclaw, le ProMusica Chamber Orchestra, ou l‘Illinois Philharmonic. Parmi ses partenaires de musique de chambre on compte Benjamin Schmid, Clemens Hagen, Sergej Nakariakov, Dmitry Sitkovetsky, Antje Weithaas, Thomas Zehetmair ainsi que les membres du New Tango Quintet d‘Astor Piazzolla, le trio à cordes Belcanto Strings, les cuivres solistes de l’orchestre philharmonique de Berlin ou le quatuor à cordes de Leipzig.
Dans le cadre de son engagement pour la nouvelle musique, elle a réalisé de nombreuses premières mondiales et nationales d’œuvres de compositeurs contemporains importants comme Giya Kancheli, Friedrich Gulda, Rodion Schtschedrin, Valentin Silvestrov, Wolfgang Rihm, Maxim Seloujanov et Minas Borboudakis.
En 2007, elle crée avec Andres Mustone le New Classic Ensemble de Vienne dont font partie les musiciens Benjamin Ziervogel (violon), Werner Neugebauer (violon), Firmian Lermer (alto), Detlef Mielke (violoncelle) et Herwig Neugebauer (contrebasse). Les premières de concertos pour piano baroque et classique interprétés par des formations de musique de chambre sont au centre de son répertoire. D’autre part, elle était à la direction artistique du festival de musique de Nagasaki-Ojika au Japon entre 2007 et 2012.
À côté de sa vie de concertiste, Smirnova se consacre à l’enseignement de la musique pour assurer la relève musicale. De 2002 à 2015 elle a donné chaque année des master classes en Allemagne, en Autriche et au Japon. En 2007, elle devient assistante de la classe du professeur Karl-Heinz Kämmerling à l‘Université Mozarteum de Salzbourg. Jusqu’en 2009 elle enseignait aussi aux étudiants de l’institut Léopold Mozart pour les jeunes surdoués. De 2010 à 2015, elle était directrice artistique de l’académie de musique Razumovsky de Vienne, qu’elle a elle-même créée pour les enfants et les jeunes prodiges de la musique. En 2016 elle répond à l’appel de l’école supérieure de musique de Düsseldorf Robert Schumann où elle est nommée professeur de piano et directrice générale du centre de formation Schumann Junior.
Les œuvres du baroque et du classique viennois forment le pivot central du programme de Smirnova. Au-delà, elle s’intéresse aux projets innovants, qui touchent à tous les genres, et aux formats de concerts décalés.

## Prix et distinctions
- 2012 : sélection instrumentale du magazine musical de la BBC pour l’enregistrement des Huit grandes suites de Händel ;
- 2005 : Diapason 5 pour l’enregistrement des six sonates et partitas de J. S. Bach, avec Benjamin Schmid (violon) et accompagnement de piano de R. Schumann ;
- 1997 : choix de la rédaction de SoundScapes Magazine Australia pour l’enregistrement des 24 caprices pour violon de N. Paganini, avec Benjamin Schmid au violon et accompagnement de piano de R. Schumann ;
- 1993 : prix Brahms du festival de musique du Schleswig-Holstein ;
- 1993 : concours Haydn-Schubert de Sarrebourg ;
- 1992 : concours international de piano de Cologne – fondation Tomassoni ;
- 1992 : Missouri International Piano Competition ;
- 1991 : Citta di Marsala.

## Discographie
- Beethoven, Sonate pour piano no 32, op. 111 ; Prokofiev, Sonate no 8, op. 84 (concert, Concertgebouw d'Amsterdam 2016, Paladino Music)
- Chostakovitch, Préludes ; Prokofiev, Visions Fugitives ; Weill, 7 Pièces extraites de l'L'Opéra de quat'sous - avec Benjamin Schmid, violon (2015, Ondine)
- Haendel, Huit grandes suites pour clavecin (2011/2012, ECM  New Series)[4]
- Bach, Six Sonates & Partitas pour violon et accompagnement de piano de Robert Schumann - avec Benjamin Schmid, violon (1995/2010 MDG) — Premier enregistrement mondial
- One lives but ones, valses pour piano de Chopin, Schubert, Strauss/Tausig, Tchaikovsky, Scriabin, Ravel, Satie, Oehms Classics 2003
- Pièces de Concert, Bis de concert de Milhaud, Ravel, Brahms, Saint-Saëns, Bazzini, Tchaikovsky (avec Benjamin Schmid, violon), Oehms Classics 2003
- Bloch, Suite Hebraïque, Œuvres pour alto et piano - avec Daniel Raiskin, alto (2003, Arte Nova Classics/BMG 2003)
- Oblivion – Tangos d'Astor Piazzolla - avec l’ensemble Okoun (2001, BMC)
- Haydn, Concertos pour piano, Hob.XVIII:3, XVIII:4, XVIII:11, (avec le Sinfonia Varsovia et V. Schmidt-Gertenbach) BMG / Arte Nova Classics 1997
- Beethoven, Concertos pour piano nos 1 & 3 - Orchestre philharmonique de Iéna, dir. David Montgomery  (1996, Arte Nova Classics/BMG)
- Paganini, 24 Caprices pour violon avec accompagnement de piano de Robert Schumann - avec Benjamin Schmid, violon (MDG Gold 1996)
- Mozart, Sonates  KV 19d, 123a, 186c, 497 pour piano à quatre mains - avec Christian Hornef (1995, Arte Nova Classics/BMG 1995)